# Art Davis
Art Davis (ur. 5 grudnia 1934 w Harrisburgu, zm. 29 lipca 2007 w Long Beach) – amerykański basista jazzowy, współpracował m.in. z Louisem Armstrongiem, Johnem Coltrane’em, Bobem Dylanem, Dukiem Ellingtonem, Judy Garland, Dizzym Gillespiem i Theloniousem Monkiem. Był doktorem psychologii klinicznej.

## Życiorys
Jako pięciolatek uczęszczał do klasy fortepianu i tuby, był laureatem ważnego krajowego przeglądu. Studiował na Juilliard School of Music. Od 1951 grał na kontrabasie. Występował z lokalnymi koncertami w klubach nocnych, a następnie rozpoczął właściwą karierę u boku zespołów Maxa Roacha (1958–1959), Dizzy’ego Gillespiego (1959–1960), uczestnicząc także w europejskiej trasie koncertowej, oraz z Gigim Gryce’em w 1960.
Największą sławę przyniosła mu współpraca z zespołem Johna Coltrane’a, z którym nagrał między innymi płyty Ole Coltrane i Africa Brass z 1961 oraz Ascension z 1965.
W latach 1962–1963 współpracował z orkiestrą NBC, następnie w latach 1964–1969 Westinghouse Television, w latach 1969–1970 CBS, a w latach 1971–1973 Manhattan Community.
Zmarł w swoim domu w Long Beach.